# ケネス・ダウニー
ケネス・ダウニー（Kenneth Downie, 1946年 - ）は、イギリスの救世軍の作曲家。

## 来歴
ケネス・ダウニーは1946年、スコットランド南西部のグラスゴーに生まれ、グリーンノック高校、ロイヤル・マンチェスター音楽学校、ダラム大学で教育を受ける。現在はウィンチェスターで妻のパトリシアと暮らす。パトリシアは救世軍ピアニストであり歌手でもある。
彼の作品は救世軍バンド用に書かれた物が多く、聖書・聖歌などの題材をモチーフに多く作曲されている。
最近は英国式ブラスバンドのチャンピオンシップからの委嘱が多く、スイス選手権、ノルウェー選手権、2004年には欧州選手権Aセクションの課題曲 “St Magnus” を書いている。2006年、欧州選手権にて “The Promised Land” を初演した。

## ブラスバンド主要作品
- 平和の中へ（In Perfect Peace ）
- パーセル・ヴァリエーション（Purcell Variations ）
- 自由の選択（Choose Freedom ）
- 法王の世界（My Father's World ）
- 法王の祈り（The Father's Blessing ）
- 平和（Peace ）
- 天国の王（King of Heaven ）
- 聖マグヌス（St Magnus ）
- 約束の地（The Promised Land ）